# Криницкий, Онуфрий
Онуфрий Криницкий (укр. Онуфрій Криницький, пол. Onufrij Krynyćkyj; 1791, с. Глибока (ныне Ясленского повята Подкарпатского воеводства Польши — 1867) — западноукраинский общественный деятель, священник Украинской грекокатолической церкви, профессор, педагог, доктор философии и теологии, ректор Львовского университета. Активист Русского собора.

## Биография
Высшее образование получил в Кошице, а затем в Вене. Став доктором философии и теологии, О. Криницкий переехал во Львов и занял пост профессора библеистики и восточных языков университета им. Яна-Казимира во Львове (с 1819).
Трижды занимал пост ректора Львовского университета.
Был крилошанином Перемышльского капитула.

## Общественно-просветительская деятельность
Активно участвовал в общественно-просветительской жизни края. Автор ряда научных трудов, издавал книги, которые имели познавательно-воспитательное значение для украинцев-галичан. Из его книг следует выделить грамматику «Славо Рутена»", изданную в 1830 году в Будине на средства профессора Дмитрия Лучкая. На его книгу ссылаются в предисловии авторы первого западноукраинского альманаха «Русалки Днестровской», называя её «Целостным важнейшим делом».
Во время революции 1848—1849 годов в Галиции был членом Комитета Народового (Центрального Национального совета) и членом польской депутации комитета с программой национального движения Галиции, оформленной в виде адреса императору Францу Иосифу I. Среди требований этой программы были отмена барщины и ликвидация крепостничества, автономия Галиции и введение польского языка в школах и государственной администрации, удаление иноземных чиновников, провозглашение демократических свобод, введение равенства граждан перед законом и реорганизация провинциального сейма. Принимал участие в подготовке и второй петиции императору от 6 мая 1848 г.
Доктор отец Онуфрий Криницкий — один из первых украинских капелланов. В 1849 г. осуществлял духовную опеку над батальоном русских горных стрелков, созданным в марте того же года с целью обороны южных границ Галиции от нападений венгерских повстанцев Л. Кошута.